# 武伊斯泰南恩奧格茲
武伊斯泰南恩奧格茲是瑞士的城鎮，位於該國西部，由弗里堡州負責管轄，面積61.9平方公里，海拔高度800米，2011年人口859，八成人口信奉羅馬天主教，人口密度每平方公里14人。

## 外部連結

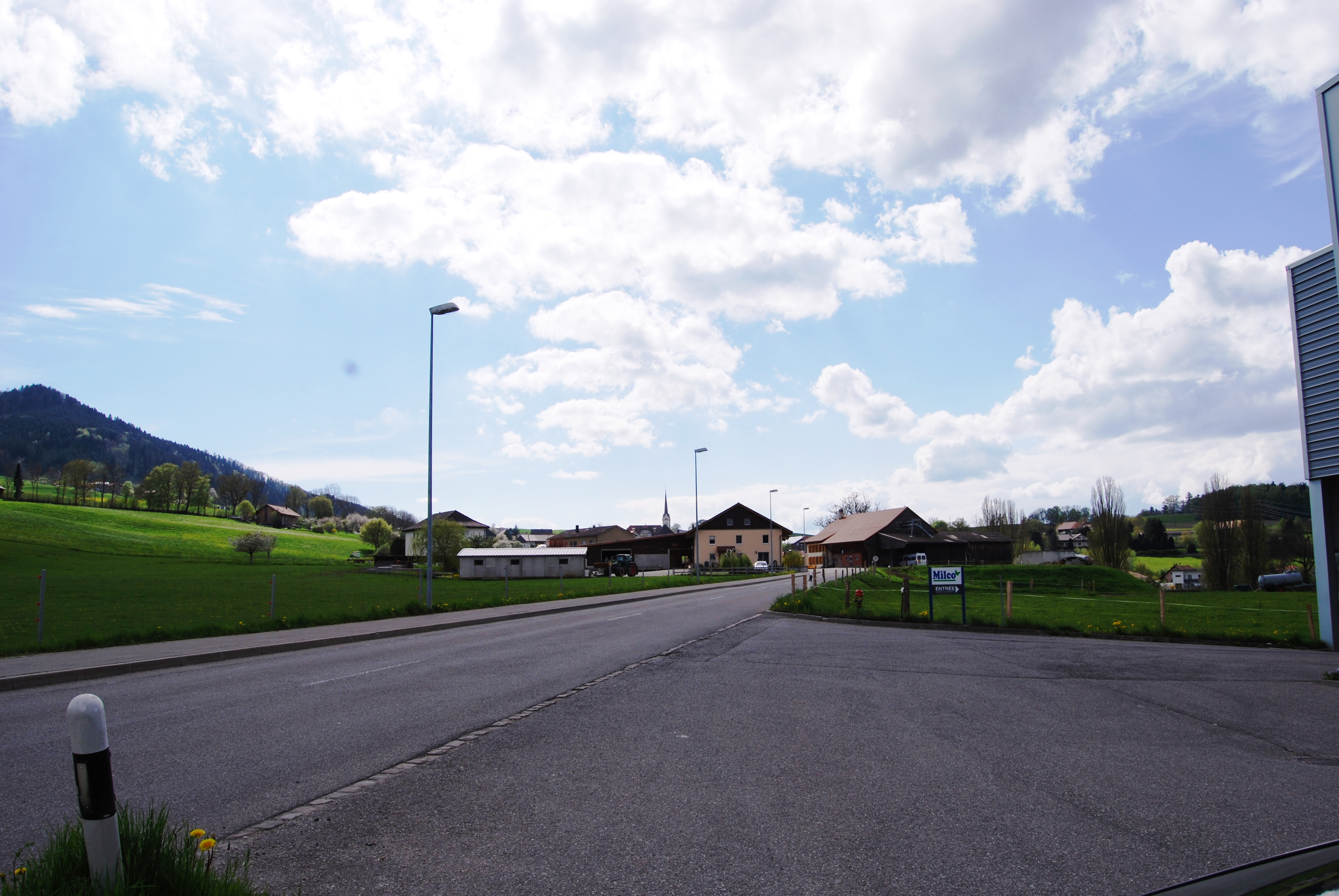
武伊斯泰南恩奧格茲

- Official website （页面存档备份，存于） （法文）